# Technicolor (techniek)

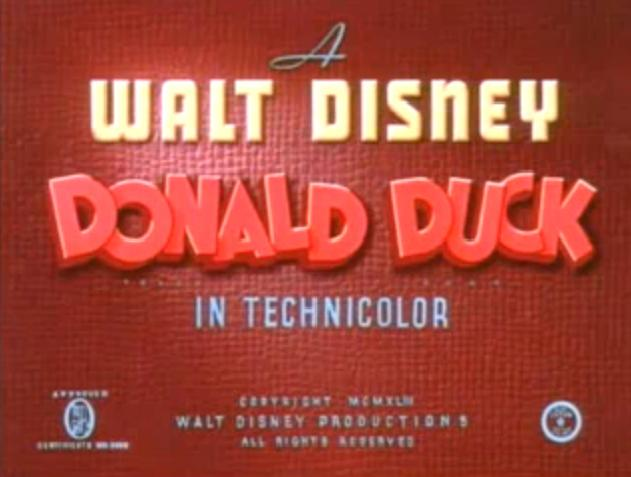
Veel tekenfilms uit de jaren 30 en 40 zijn 'in Technicolor'.

Technicolor is een serie technieken om films in kleur op te nemen en is een geregistreerd merk van Technicolor Motion Picture Corporation, onderdeel van Technicolor. Op het hoogtepunt van de techniek was het de op een na meest gebruikte techniek om kleurenfilms op te nemen, na Kinemacolor.
Technicolor werd vooral in de periode 1922-1952 vaak gebruikt in Hollywood en staat bekend om zijn realistische beelden en zeer verzadigde kleuren, waardoor de techniek vaak werd gebruikt voor musicalfilms (zoals The Wizard of Oz en Singin' in the Rain), kostuumfilms (zoals The Adventures of Robin Hood en Joan of Arc) en tekenfilms (Sneeuwwitje en de zeven dwergen, Fantasia, Tom and Jerry). Kleuren van films, die zich ten tijde van het Technicolortijdperk afspelen, maar in het heden worden geproduceerd, worden soms speciaal aangepast om de films een historische tint te geven. Voorbeelden van dergelijke films zijn The Aviator en Pearl Harbor.
Technicolor Motion Picture Corporation werd opgericht in Boston in 1915 door Herbert Kalmus, Daniel Comstock en W. Burton Wescott. In 1917 bracht het bedrijf de eerste versie van Technicolor uit.
De techniek achter Technicolor is dat er twee negatieven met verschillende gevoeligheden - een voor blauw en een voor rood/groen - tegelijk in de camera worden belicht en daarna gelijktijdig afgedrukt op kleurgevoelig positief materiaal. Het duurde tot de jaren 50 voordat de kleurenfilm goedkoop en handzaam genoeg was om te gebruiken in goedkopere producties.

## Vestigingen
In Nederland heeft het bedrijf Technicolor geen vestigingen meer. Wel had Technicolor voorheen 2 vestigingen in Nederland: 
- Hilversum: servicecentrum
- Venray: distributiecentrum

In België heeft het bedrijf Technicolor 1 vestiging: 
- Edegem: Ontwikkelingscentrum DSL-Gateways